# Rolf Schmidt-Holtz

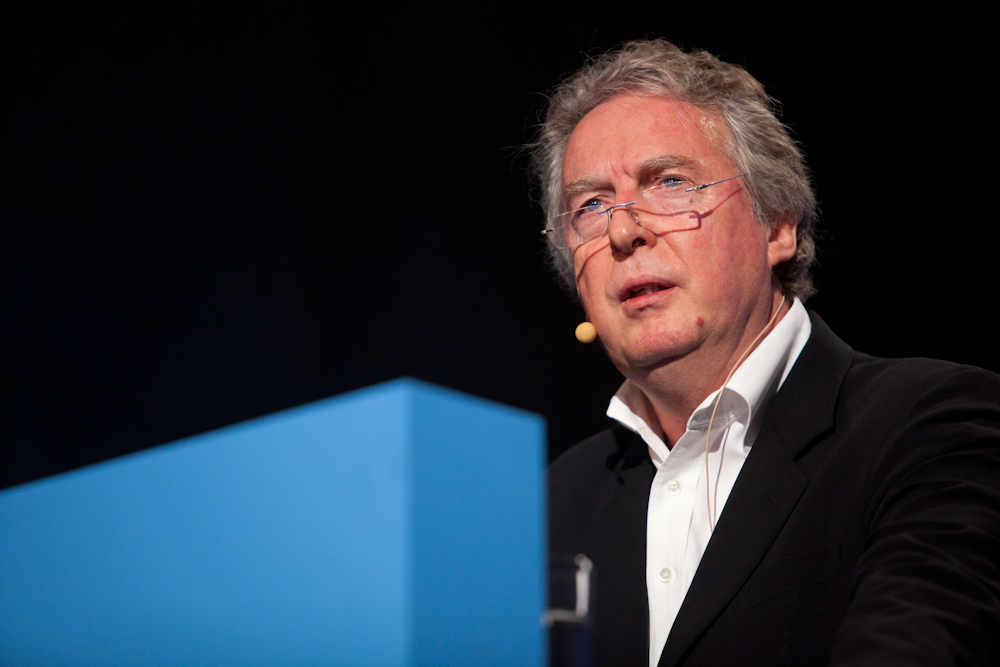
Rolf Schmidt-Holtz (2011)

Rolf Schmidt-Holtz (* 31. August 1948 in Martinsreuth) ist ein deutscher Journalist und Manager.

## Leben
Schmidt-Holtz‘ journalistische Karriere begann 1977 im Bundespresseamt. Später arbeitete er als Reporter und schließlich als Chefredakteur für den WDR. Er moderierte 1987 den ersten Presseclub in der ARD und hatte die Idee zum WDR-Politmagazin ZAK. 1988 übernahm er als Herausgeber und Chefredakteur das nach dem Skandal um die Hitler-Tagebücher angeschlagene Magazin Stern. Von dort wechselte er 1994 ins Management der Bertelsmann-Fernsehsparte Ufa, um Verträge mit Leo Kirch und anderen auszuhandeln. Schließlich sollte er als Beauftragter für Synergie im Bertelsmann-Vorstand nach gemeinsamen Geschäften zwischen den Konzern-Sparten suchen.
Vom Pressesprecher des Bertelsmann-Konzerns schaffte Schmidt-Holtz es bis 2000 in den Vorstand als „Chief Creative Officer“ (CCO). Im Januar 2001 wurde er Vorstandsvorsitzender (CEO) der Bertelsmann Music Group (BMG) in New York, die nach dem Einstieg von Sony und dem Rückzug von Bertelsmann als Sony Music Entertainment firmiert. Er sanierte das Unternehmen und schied im März 2011 aus. Von 1993 bis 1996 war er auch Beiratsmitglied der gemeinnützigen Bertelsmann Stiftung; von 2005 bis 2007 sowie von 2011 bis 2015 gehörte er dem Kuratorium an.
Seit 2010 ist Schmidt-Holtz zusammen mit Bernd Kundrun, Sarik Weber und Jochen Maaß einer der vier Gesellschafter des Inkubators Hanse Ventures.

## 11. September 2001
Am 11. September 2001 war Rolf Schmidt-Holtz in der RTL-Sondersendung Terror gegen Amerika anlässlich des Terroranschlags auf das World Trade Center mit Chefredakteur Peter Kloeppel aus New York als Augenzeuge zugeschaltet. Während des Livegesprächs mit dem Fernsehstudio in Köln erlebte er den Einsturz des Nordturms und kommentierte seine Eindrücke für die Fernsehzuschauer.